# Ли, Деррик
Деррик Тодд Ли (англ. Derrick Todd Lee; 5 ноября 1968, Сент-Фрэнсисвилл, Луизиана — 21 января 2016), прозванный «Серийным убийцей из Батон-Ружа», — американский серийный убийца. Арестован 27 мая 2003 года, анализ ДНК установил его причастность к убийствам 7—10 женщин в городе Батон-Руж, Луизиана. Преступления совершал с 1992 по 2003 год. Приговорён к смертной казни в 2004 году. В 2008 году федеральный суд штата Луизиана оставил приговор в силе.
Умер утром 21 января 2016 года в тюремной больнице от острой сердечной недостаточности вследствие заболевания сердца.
Деррик вёл кружок по изучению Библии и проповедовал своим соседям веру в Христа. Осенью 2002 года религиозные лидеры Батон-Ружа провели совместную молитву и крестный ход, прося Бога об избавлении от убийцы, терроризировавшего город.
Также помимо Деррика Ли в Батон-Руже орудовал другой серийный убийца Шон Гиллис, который убил 8 женщин в период с 1994 по 2004 годы.